# Magyarországi Szociáldemokrata Párt
A Magyarországi Szociáldemokrata Párt (röviden: MSZDP) 1890. december 7-én alakult magyar szociáldemokrata párt. A párt 1948-ban egyesült a Magyar Kommunista Párttal, majd 1989. január 9-i újjáalakulásáig csak az 1956-os forradalom idején működött átmenetileg önállóan. A párt jelenleg (2019-ben) is működik, bár napjainkban parlamenten kívüliként politizál. A 2018. évi országgyűlési választásokon az MSZP-Párbeszéd szövetséghez csatlakozott, viszont 2019-től már önálló politikával, saját programmal (Kéthly Anna program) igyekszik történelmi múltjához méltóan szerepelni.
Kormánypártként a Károlyi-kormányban (1918–1919), a Berinkey-kormányban (1919), a Peidl-kormányban (1919), az Ideiglenes Nemzeti Kormányban (1944–1945), a Tildy-kormányban (1945–1946), a Nagy Ferenc-kormányban (1946–1947), a Dinnyés-kormányban (1947–1948), a harmadik Nagy Imre-kormányban (1956) funkcionált. 1919-ben kormánypártként a Forradalmi Kormányzótanácsban egyesült a Kommunisták Magyarországi Pártjával Magyarországi Szocialista Párt (majd Magyarországi Szocialista Párt) néven, de a Tanácsköztársaság bukása után újra szétváltak.
A rendszerváltás idején újraalakult, ám jelentős eredményeket nem ért el, a parlamentbe nem sikerült bejutnia. Mivel a 2018-as és 2022-es választásokon indulni sem tudott, a bíróság egyesületté minősítette vissza.

## Története

### Megalakulása
A párt 1890. december 7-én Engelmann Pál Gábor (1854–1916) vezetésével, a II. Internacionálé útmutatásai alapján jött létre, alaptagságát a széteső Magyarországi Általános Munkáspárt tagjai biztosították. A párt legfontosabb célkitűzései között a tőkés társadalmi berendezkedés felszámolását, a termelőeszközök köztulajdonba vételét, az általános választójog megteremtését, munkásvédő törvények elfogadását fogalmazta meg. Jelentős szerepet játszott a különböző szakszervezetek létrehozásában és a parasztság felvilágosításában.
Engelmann 1892-ig állt a párt élén, ezután a párt vezetésében nézeteltérések jelentkeztek, radikális és mérsékelt szárnyakra bomlott, miközben az MSZDP egyre inkább egy reformista szemlélet hatása alá került. Követeléseinek előterébe mindinkább az általános választójog bevezetése került.
A párt útkeresésére jellemző, hogy míg az első világháború kitörése előtt pacifista, háborúellenes politikát folytatott, annak befejezése után azonban már saját érdekeiben álló társadalompolitikai érvekkel igazolta annak jogosságát. 1917-ben üdvözölte a nagy októberi szocialista forradalmat, de egy magyarországi hasonló forradalomnak nem mert az élére állni.
Az őszirózsás forradalmat követően ellenzéki koalícióra lépett a forradalomban részt vevő pártokkal, majd, így sem tudván úrrá lenni a kialakult politikai válságon, a gyűjtőfogházban lévő kommunista vezetők segítségét kérték. A két párt, vezetőik döntése nyomán, 1919. március 21-én egyesült, és kikiáltották a Tanácsköztársaságot. Az egyesülést nem támogatta a párt két régi, nagy tekintélyű vezetője, Garami Ernő és Buchinger Manó, valamint Peidl Gyula és Propper Sándor.

### A Tanácsköztársaság után

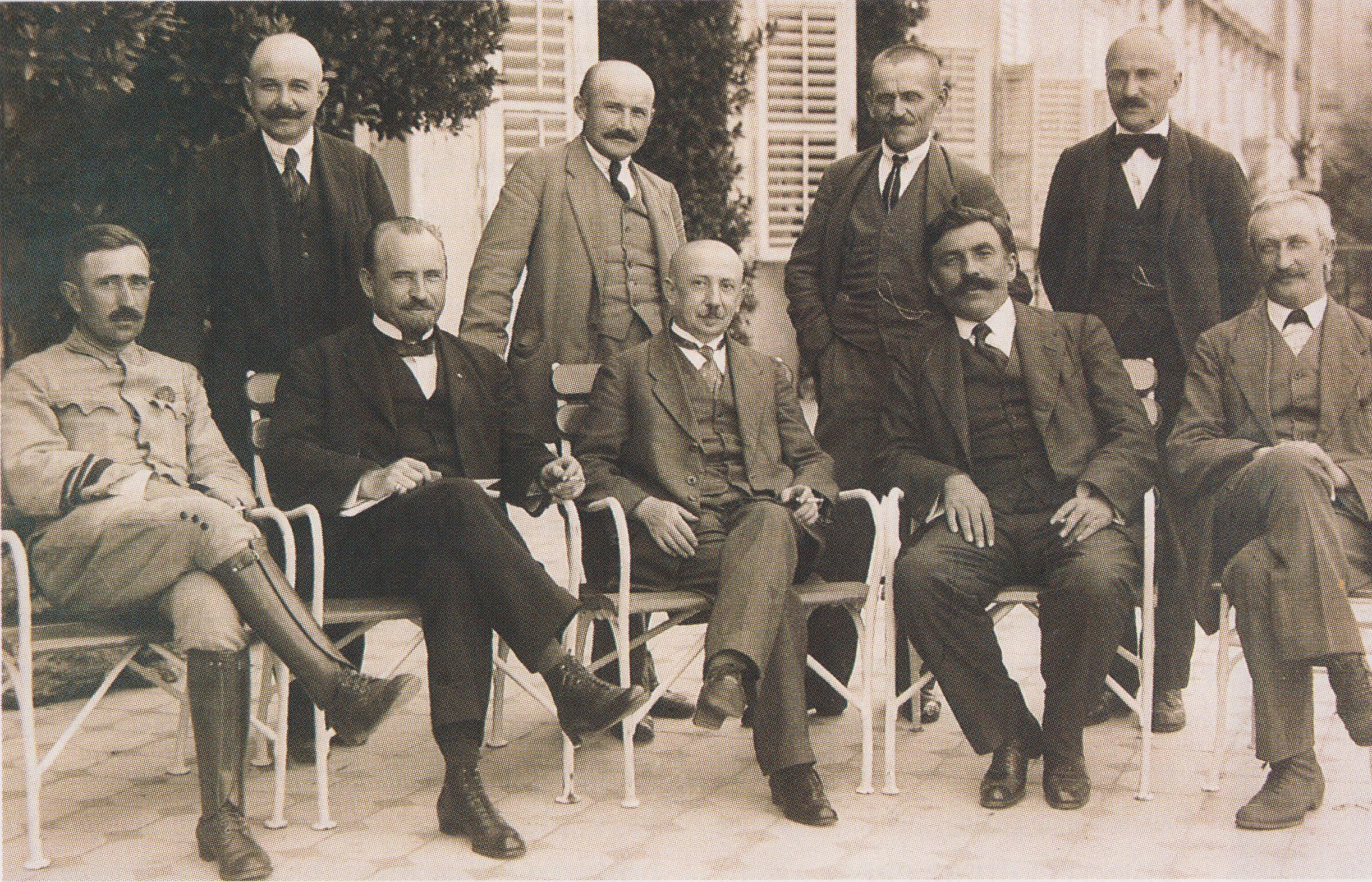
A Peidl-kormány tagjai

A Tanácsköztársaság bukása után a Magyarországi Szociáldemokrata Párt Peyer Károly és Peidl vezetésével reformista alapokon szerveződött újjá, a II. Internacionálé tagpártja lett. 1921-ben a párt megkötötte a Bethlen–Peyer-paktumot, aminek eredményeként a pártot nem tiltották be, működését szigorú korlátok között bár, de engedélyezték. Bár több tagját meggyilkolták a fehérterror idején.

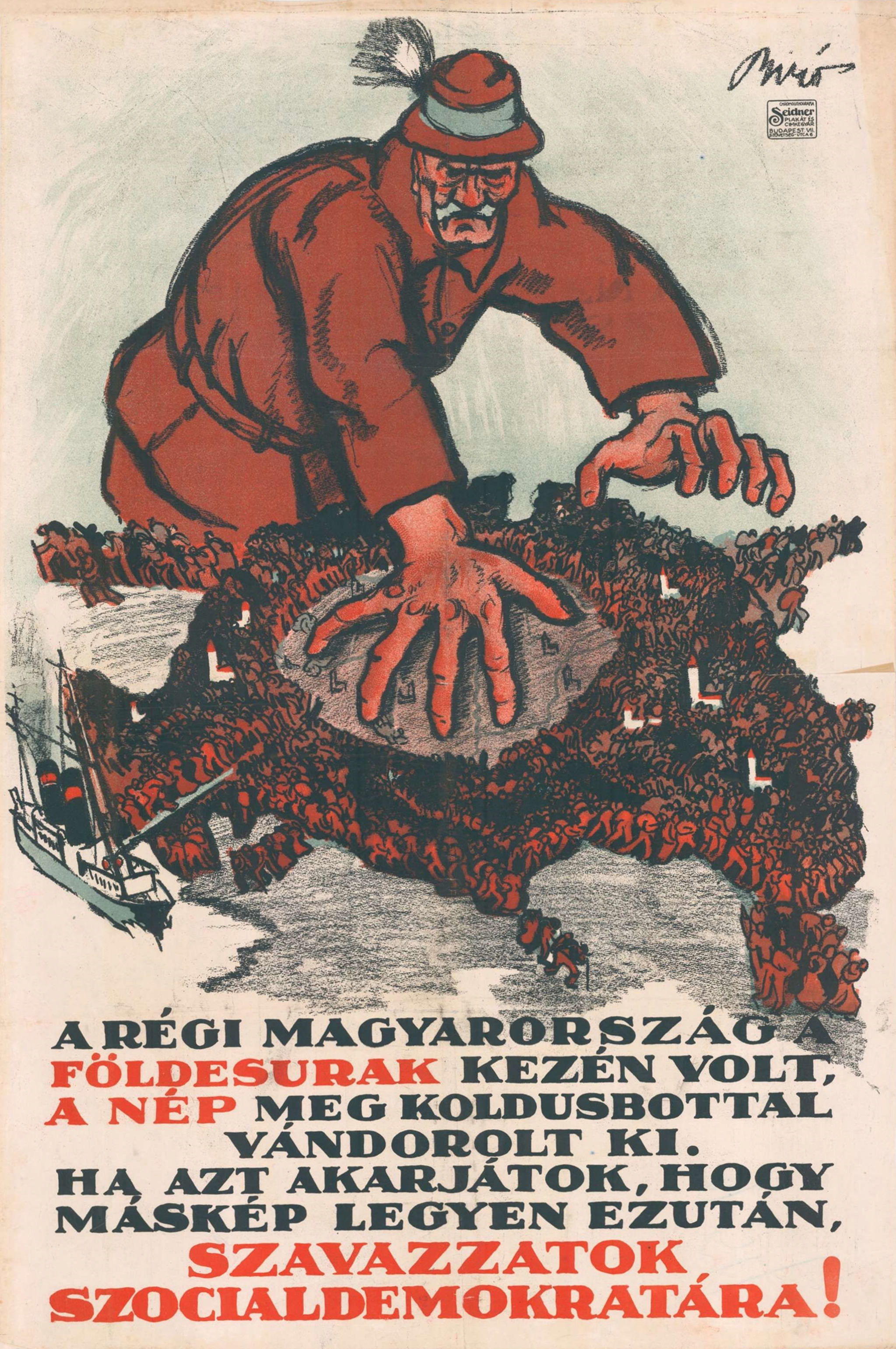
MSZDP-plakát 1918-ból

Miután az 1920-as választást bojkottálta, az MSZDP 1922-ben indult először a parlamenti választásokon, ahol 17%-kal a második legerősebb párt lett, a Nemzetgyűlésben 25 mandátumot szerzett. Ezt az eredményét, részben a választójogi szabályok folyamatos változtatgatása miatt is, megismételni nem tudta, de egészen 1944-ig parlamenti tényező volt a korszakban.
Az emigrációból 1924-ben hazatért Weltner Jakab, 1929-ben pedig Garami Ernő és Buchinger Manó. A harmincas években tűnt fel kiváló parlamenti szónokként a legendás Kéthly Anna, akiről az a mondás járta, hogy „egy férfi van a magyar parlamentben, az is nő”. Kéthly 1917-ben lett tagja az MSZDP-nek, 1922-től 1948-ig országgyűlési képviselő volt.
A Horthy-korszak idején a párt vezetésében ismét heves küzdelem folyt a baloldali, a kommunistákkal szimpatizáló szárny és a jobboldali eszméket valló vezetői csoportok között, jelentősen hozzájárulva ezzel a jobboldali hatalommal szemben fellépni kívánó szociáldemokrata ellenzék szétzilálásához.
Csak 1936-ra érett meg az idő arra, hogy a MSZDP szorosabb együttműködést alakítson ki a KMP-vel, mely párt ebben az időben találta meg igazán az általa képviselendő fő ideológiai irányvonalat (munkásegységre épülő antifasiszta ellenállás szervezése).
A párt 1939-ben Szociáldemokrata Pártra (SZDP) változtatta nevét, 1943-ban antifasiszta, Hitler-ellenes megállapodást kötött a Kisgazdapárttal.
Ez idő tájt az SZDP egyik legfontosabb vezetője már Marosán György volt, aki 1943–1948 között a párt titkára, főtitkárhelyettese, majd főtitkára volt.

### A II. világháború után
1944-ben az SZDP illegalitásba kényszerült, vezetőit a Gestapo letartóztatta, sokakat közülük koncentrációs táborba hurcoltak (például Peyer-t, Buchinger-t), többen a nyilas terror áldozatául estek (mint Mónus Illés). A párt hamarosan bekapcsolódott az antifasiszta erőket összefogó, fegyveres ellenállást szervező Magyar Front tevékenységébe.
1945 után a demokratikus átalakulás kérdései a párton belül ismét kiélezték a jobboldal, centrum és baloldal közötti ellentéteket, ezek az ellenségeskedések végül pártszakadáshoz vezettek (ld. még szalámitaktika). A párt jobbszárnyát 1948-ban kizárták, a maradék pedig Szakasits Árpád vezetésével 1948. június 12-én egyesült a Magyar Kommunista Párttal, a fúzió eredményeként jött létre a Magyar Dolgozók Pártja.
1956-ban, a forradalom idején a Szociáldemokrata Párt Kéthly Anna vezetésével rövid időre újjáalakult, majd ismét az emigrációban folytatta működését.

### A rendszerváltás után
1989-ben, a rendszerváltás során a történelmi párt újraalakult Magyarországon. A novemberi kongresszuson három irányzat jött létre. A „Magyarországi Szociáldemokrata Párt” néven működő párt elnökévé Petrasovits Annát választották. Az MSZDP tagja volt az Ellenzéki Kerekasztalnak; többek közt az SZDSZ, a Fidesz és az FKgP mellett a négyigenes népszavazás egyik kezdeményezője. Az ún. „balszárny” egy része, Révész András hívei három évig különváltak (Független Szociáldemokrata Párt). Egyes régi, vidéki párttagok viszont az 1939 és 1956 között használt SZDP néven alakultak meg – Takács Imre, Szabó Lajos – mondván: óvakodni kell a volt kádári állampárt híveitől, sok a bukott rendszer által beépített tag.

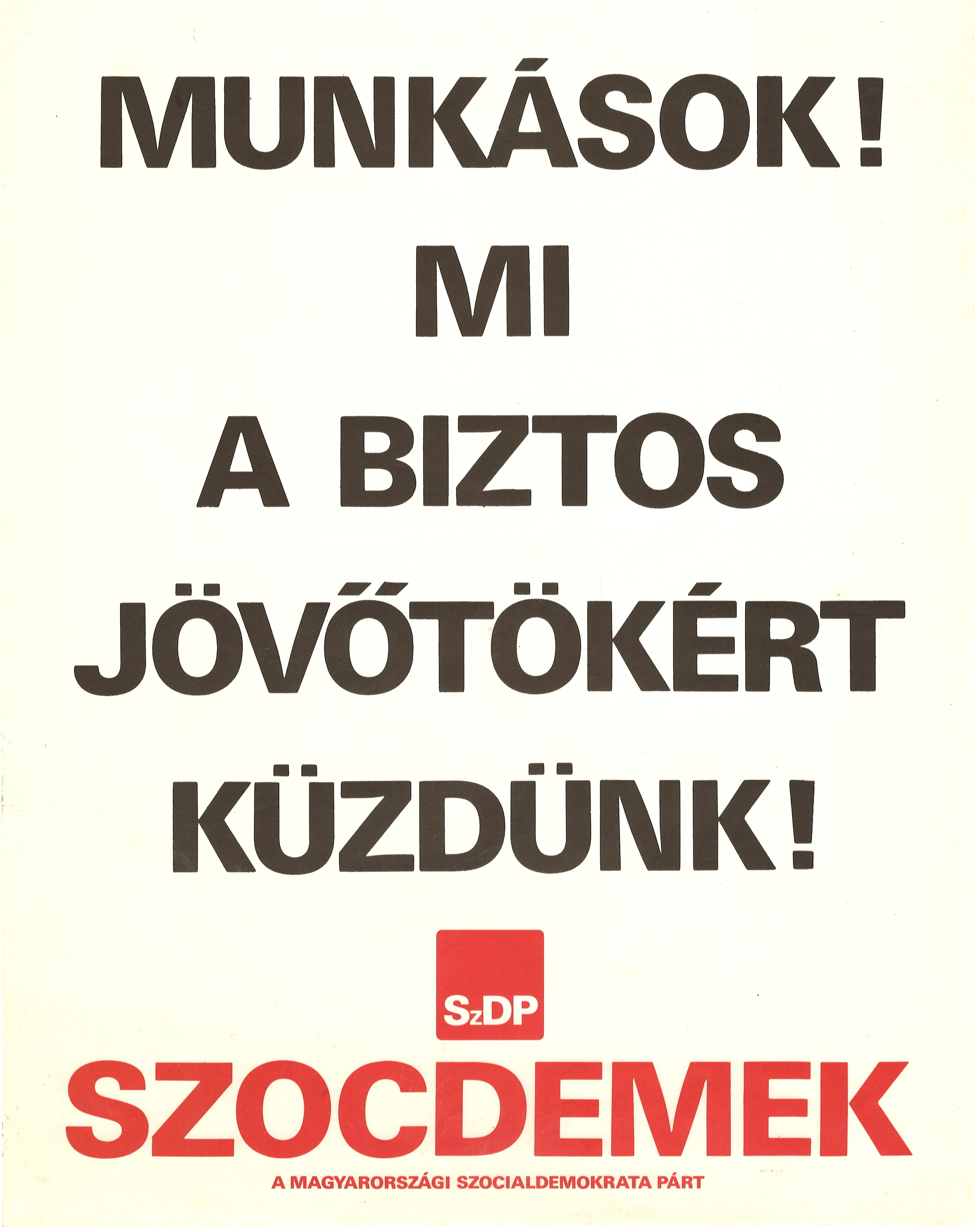
A Szociáldemokrata Párt választási plakátja

Az MSZDP az 1990-es magyarországi országgyűlési választáson 3,55%-ot ért el, így nem jutott a Parlamentbe. Ezután 1992-ben zavaros platformharcokban az elnöknőt leváltották, Borbély Endre és Király Zoltán egy-egy évi elnöksége után másfél évtizedig Kapolyi László lett a párt vezetője. A Kapolyi-vezetéssel elégedetlen szociáldemokraták kiléptek és megalapították az úgynevezett „Történelmi” Szociáldemokrata Pártot. Kapolyi a Kádár-rendszerben ipari miniszter volt, a rendszerváltás után egy energia-nagyvállalat tulajdonosa lett. Elnöksége alatt pártja a Magyar Szocialista Párttal lépett szövetségre, annak politikáját támogatta. Kapolyi 2002 és 2010 között az MSZP listájáról került be a parlamentbe.
Kapolyit 2006. november 18-án a párt kongresszusa újraválasztotta. Az MSZDP korábbi ifjúsági szervezete, a Szociáldemokrata Ifjúsági Mozgalom (SZIM) 2008. június 22-én újjáalakult. A pártnak ebben az időben kevés megyében volt igazán kiépült, erős szervezete: Budapest mellett, hagyományosan erősnek volt mondható a Szabolcs-Szatmár-Bereg megyei és a 2006 nyarán újjáalakult Zala megyei szervezet.
A párt az MSZP „zsebpártja” lett, tagjai MSZP listán, az MSZP színeiben jutottak be a parlamentbe és ott sem alkotnak külön frakciót. A 2007-es, 2008-as évek belső feszültségei (mind a koalíciós, mind az MSZP-n belüli) folytán folyamatosan ülnek át egykori MSZP-sek az MSZDP soraiba, és alakítják meg saját frakciójukat az egyes önkormányzatokban. A leginkább a koalíciós feszültségek miatt átülő új szocdemek száma „hirtelen” reális esélyt nyitott egy önálló szocdem frakció alakítására és az MSZP-MSZDP viszony alá-föle rendeltségi viszonyának koalícióvá formálására.
A 2010-es országgyűlési választáson viszont önállóan indultak. A pártnak 11 egyéni jelöltje volt és 4 területi listát tudott állítani. A párt célja az önkormányzatok felére csökkentése, alsó tagozatos iskolát minden faluban működtetne.
2012. július 28-án a párt kongresszusa Schmuck Andort a párt ügyvezető elnökévé, Schiller Lászlót pártigazgatóvá választotta.
2013. május 26-án a párt kongresszusa a több mint 120 éves szervezet jogutód nélküli megszüntetése és egy új szervezet megalapítása mellett döntött, majd Schiller Lászlót elnöki hatáskörbe emelte, aki ezután bejelentette az akkor 123 éves párt megszűnését. Mindezt azonban később a Fővárosi Törvényszék – első fokon – érvénytelennek nyilvánította. Az új szervezet neve Magyar Szociáldemokraták Pártja (SZOCDEMEK) lett. A törvénytelen kongresszuson a küldöttek az új szervezet elnökévé választották Schmuck Andort, ügyvezető elnökké Árok Kornélt, főtitkárrá Suha Györgyöt. Kapolyi László kijelentette, az MSZDP továbbra is működik, amelynek ő a megválasztott elnöke.
Az MSZDP a 2014. évi országgyűlési választásokon önállóan indult. A párt 14 egyéni jelöltet indított, és ezek mindössze 937 szavazatot szereztek, amely a leadott szavazatok 0,02%-a. Később ezek a szavazatok érvénytelenné váltak, a pártot megbírságolták, ugyanis nem teljesítette a listaállítás feltételeit.

### Újjászervezés

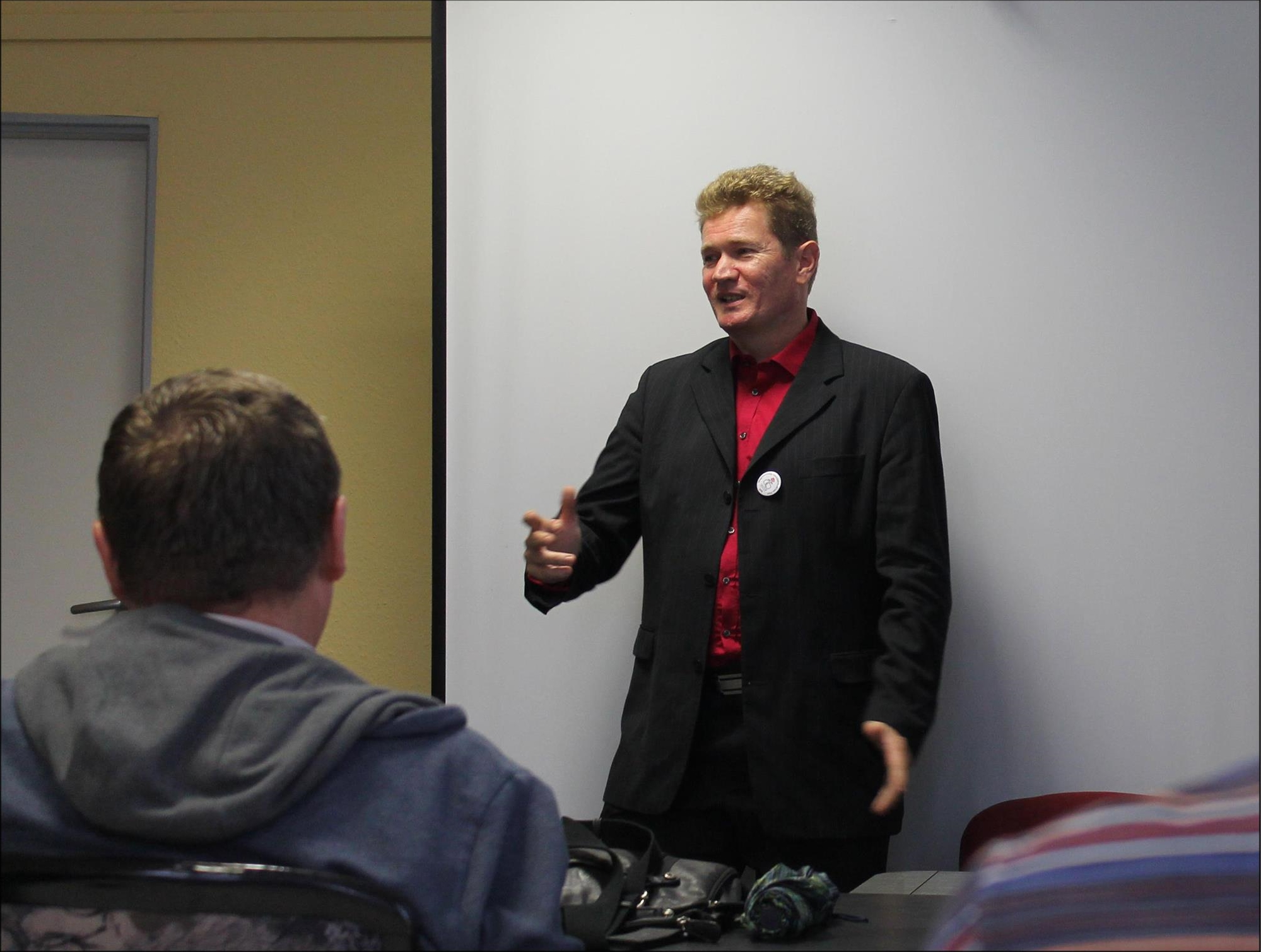
Csiszár Zsolt

Kapolyi László pártelnök halála (2014. november 28.) után a párt jelentős újjászervezésbe kezdett. A 2015. márciusi tisztújító kongresszuson pártelnökké választották Andráska Lászlót (korábbi budapesti elnököt), alelnökké Szőcs Sándort, főtitkárrá pedig Csiszár Zsoltot. Mindemellett megválasztásra került egy kilencfős elnökség és egy szintén kilencfős Országos Ellenőrző Bizottság, melynek élére Batuczky Mártát nevezte ki a kongresszus. A személyi kérdéseken kívül a kongresszus meghallgatta a beszámolót a legutolsó kongresszus óta történtekről valamint döntött a tagdíj mértékéről is.
A párt újjászervezése óta – vagyis a 2015. évi kongresszus óta – sorra alakulnak meg régi-új alapszervezetei úgy, mint Budapest több kerületében, Pécsett és Egerben.
A 2015-ös tapolcai időközi választáson önálló jelöltet nem indított, Pad Ferencet, az MSZP és a DK jelöltjét támogatta. Május végén a párt az új kőbányai székházába költözött.
Az MSZDP „Mezőhegyesi Konzultáció" néven aláírásgyűjtő akciót szervezett a mezőhegyesi ménesbirtok földjeinek egyben maradásáért. A petíció terjesztésébe civilek mellett az MSZP, az Együtt és a Jobbik helyi képviselői is csatlakoztak. Az összegyűlt aláírásokat Andráska László juttatta el Orbán Viktor miniszterelnöknek, neki írt levelében a földárverések azonnali leállítását kérte a helyiek megélhetése érdekében. Az MSZDP és annak Mezőgazdasági Munkacsoportja kiáltványt fogalmazott meg a helyieknek. A párt részt vett a Mezőhegyesen rendezett tiltakozó megmozduláson is.

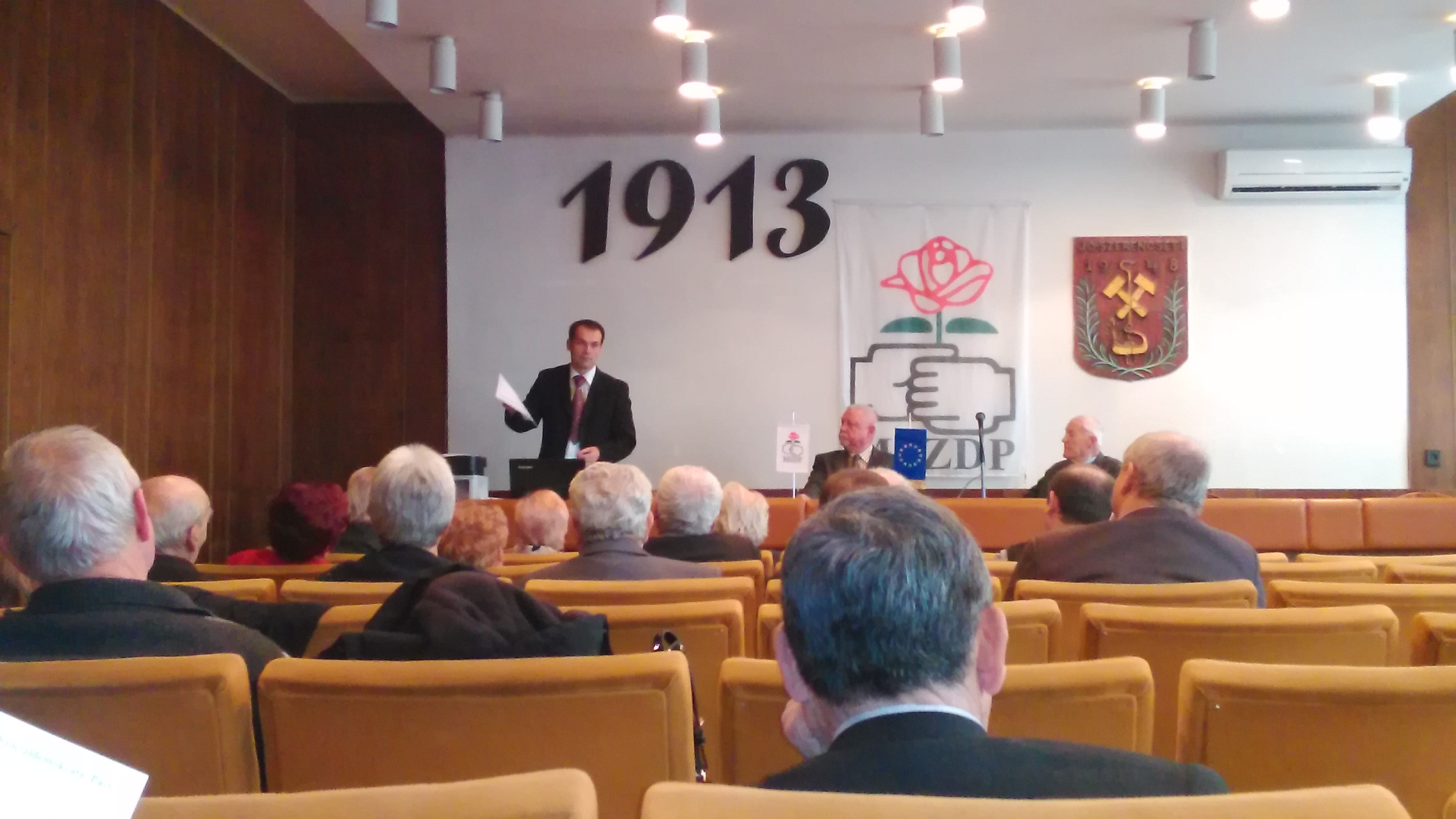
Az MSZDP 125. jubileumi kongresszusa

Az MSZDP 2015 decemberében tartotta meg ünnepi kongresszusát megalapításának 125. évfordulója alkalmából. A kongresszuson új alapszabályt fogadtak el és megerősítették elnöki tisztségében Andráska Lászlót. Alelnöki pozícióban maradt Szőcs Sándor, másik alelnökké Csiszár Zsolt korábbi főtitkárt választották. Újraválasztották az elnökség tagjait is. A kongresszuson az MSZDP kinyilvánította egyesülési szándékát a 26 évvel ezelőtt különvált SZDP-vel, a két párt vezetősége megkezdte az erre irányuló tárgyalásokat.[forrás?]
Ebben az időszakban az MSZDP sokat dolgozott azon, hogy ismét méltó helye legyen a nemzetközi szociáldemokrata mozgalomban. Kapcsolatot alakított ki a német SPD-vel, az osztrák SPÖ-vel és a holland Munkáspárttal (PvdA). Szoros együttműködést kötött a francia Szocialista Párton belül működő Les Nouveaux Partisans és a Le Mouvement Commun újbaloldali mozgalmakkal, melyek minél több ember megszólítását és a Szocialista Párt megújítását szorgalmazzák. Az MSZDP ismét helyet kapott az Európai Szocialisták Pártjában (PES) és a Szocialista Internacionáléban, megfigyelőként vesz részt a Progresszív Szövetség munkájában.
Az MSZDP a likvid demokrácia elvét támogatja, szorosan együttműködik az ezt képviselő Likvid Demokrácia Archiválva 2019. július 10-i dátummal a Wayback Machine-ben (Li-De) közösséggel.

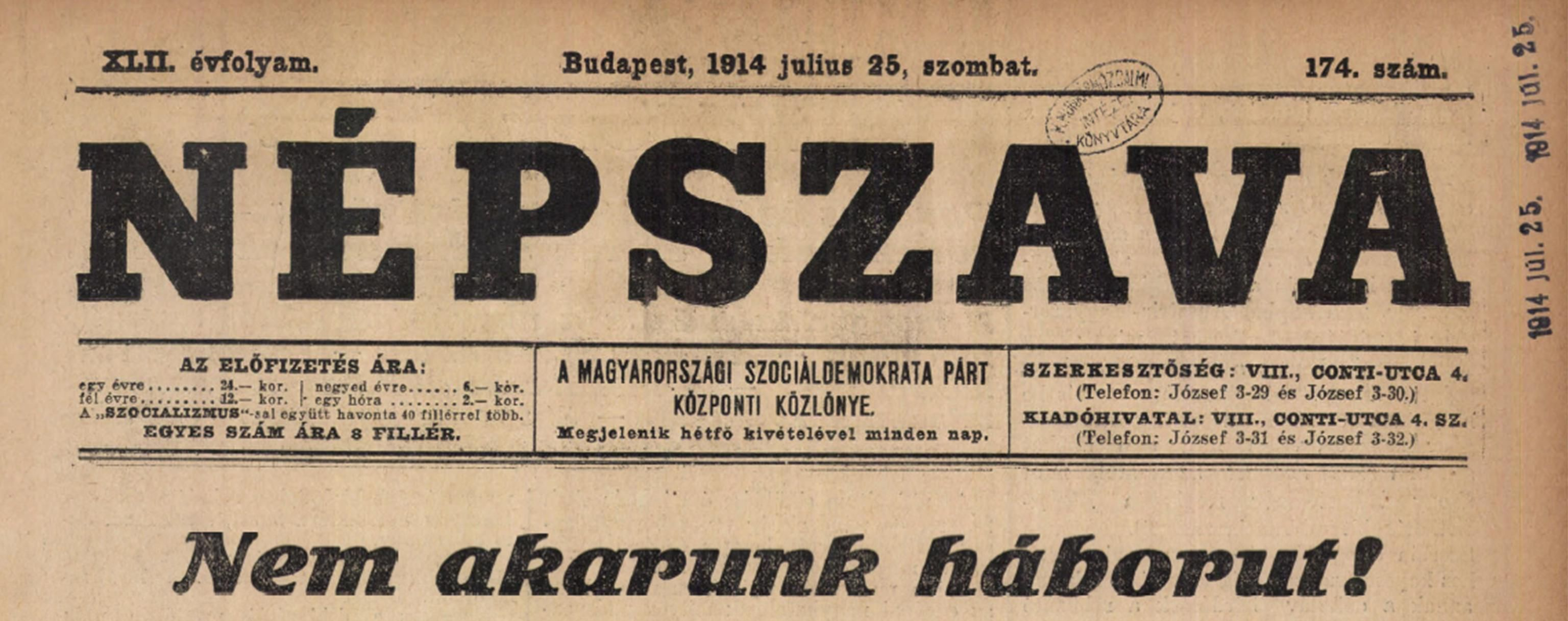
Népszava az MSZDP Központi lapjaként, 1914-ben.

Az Népszavával történt megállapodás keretében 2015-től minden MSZDP-tag és szimpatizáns 10%-os kedvezménnyel fizethet elő az egykori szociáldemokrata pártlapra. Mindez arra utal, hogy a Népszava ismét közeledni kíván a szociáldemokrata párthoz. A lap a szocialista-szabad demokrata kormányok idején az MSZP-hez állt közel, legfőbb támogatója Kapolyi László, korábbi MSZDP-elnök volt.
2017. április 1-től Hasilló László lett a párt elnöke, aki egy 2021 szeptemberi interjúban kritizálta az ellenzéki pártokat, köztük az MSZP-t is, amiért azok szerinte látszatból tartanak szociáldemokrata elemeket a programjukban, miközben ők az igazi szocdem párt, ezen kívül nehezményezte, hogy a 2021-es ellenzéki előválasztáson nem engedték a párt jelöltjeit indulni, ettől függetlenül terveztek jelölteket állítani a 2022-es választásokra. Elmondta azt is, hogy anyagi okokból nem tagjai már a Szocialista Internacionálénak. A választáson nem sikerült elindulniuk, mert nem tudták teljesíteni annak feltételeit, ezért az NVI 2022. február 13-án elutasította a nyilvántartásba vételt.
Mivel a párt nem tudott indulni a 2018-as és a 2022-es parlamenti választásokon sem, a bíróság 2023 tavaszán egyesületté minősítette vissza, majd 2024. szeptember 6-án sikerült ismét párttá minősíttetni. Célként jelölték meg a 2026-os országgyűlési választáson való indulást is.

## A párt elnökei
| A Magyarországi Szociáldemokrata Párt elnökei                                 | A Magyarországi Szociáldemokrata Párt elnökei | A Magyarországi Szociáldemokrata Párt elnökei |
| Név                                                                           | hivatal kezdete                               | hivatal vége                                  |
| ----------------------------------------------------------------------------- | --------------------------------------------- | --------------------------------------------- |
| Engelmann Pál Gábor                                                           | 1890.                                         | 1892.                                         |
| Buchinger Manó                                                                | 1905.                                         | 1919.                                         |
| A tanácsköztársaság idején egyesült a KMP-vel                                 |                                               |                                               |
| Peidl Gyula                                                                   | 1919.                                         | 1919.                                         |
| Peyer Károly                                                                  | 1919.                                         | 1938.                                         |
| Szakasits Árpád                                                               | 1938.                                         | 1942.                                         |
| Marosán György                                                                | 1942.                                         | 1945.                                         |
| Szakasits Árpád                                                               | 1945.                                         | 1948.                                         |
| A kommunista hatalomátvétel során egyesült az MKP-vel MDP néven               |                                               |                                               |
| Az 1956-os forradalom kezdetekor újjáalakult, annak leverése után betiltották |                                               |                                               |
| Kéthly Anna                                                                   | 1956. október                                 | 1956. november                                |
| A rendszerváltáskor újjáalakult                                               |                                               |                                               |
| Petrasovits Anna                                                              | 1989. november 3.                             | 1992.                                         |
| Borbély Endre                                                                 | 1992.                                         | 1993.                                         |
| Király Zoltán                                                                 | 1993. október 3.                              | 1994.                                         |
| Kapolyi László                                                                | 1994.                                         | 2014. november 28.                            |
| Andráska László                                                               | 2015. március 21.                             | 2017. április 1.                              |
| Hasilló László                                                                | 2017. április 1.                              | Hivatalban                                    |

## Választási eredményei

### Országgyűlési választásokon való részvételek, mandátumok 1922 és 2018 között
| Választások | Szavazatok száma (I. forduló) | Szavazatok aránya (I. forduló) | Szavazatok száma (II. forduló) | Szavazatok aránya (II. forduló) | Mandátumok száma | Mandátumok aránya | Parlamenti szerepe |
| ----------- | ----------------------------- | ------------------------------ | ------------------------------ | ------------------------------- | ---------------- | ----------------- | ------------------ |
| 1922        | 277 530                       | 16,91%                         | N/A                            | N/A                             | 25 / 244         | 10,20%            | ellenzék           |
| 1926        | 126 824                       | 11,09%                         | N/A                            | N/A                             | 14 / 245         | 5,07%             | ellenzék           |
| 1931        | 165 793                       | 10,98%                         | N/A                            | N/A                             | 14 / 245         | 5,07%             | ellenzék           |
| 1935        | 132 051                       | 6,69%                          | N/A                            | N/A                             | 11 / 245         | 4,49%             | ellenzék           |
| 1939        | 113 607                       | 5,18%                          | N/A                            | N/A                             | 5 / 260          | 4,00%             | ellenzék           |
| 1945        | 823 260                       | 17,41%                         | N/A                            | N/A                             | 69 / 409         | 16,87%            | kormánypárt        |
| 1947        | 742 171                       | 14,86%                         | N/A                            | N/A                             | 67 / 411         | 16,30%            | kormánypárt        |
|             |                               |                                |                                |                                 |                  |                   |                    |
| 1990        | 174 410                       | 3,55%                          | 922                            | 0,03%                           | 0 / 386          | —                 | nem jutott be      |
| 1994        | 51 122                        | 0,95%                          | —                              | —                               | 0 / 386          | —                 | nem jutott be      |
| 1998        | 5 689                         | 0,13%                          | 3 052                          | 0,63%                           | 0 / 386          | —                 | nem jutott be      |
| 2002        | 41 461                        | 0,74%                          | 40 709                         | 0,93%                           | 0 / 386          | —                 | nem jutott be      |
| 2006        | Nem indult.                   | Nem indult.                    | Nem indult.                    | Nem indult.                     | 0 / 386          | —                 | nem jutott be      |
| 2010        | 4 117                         | 0,08%                          | —                              | —                               | 0 / 386          | —                 | nem jutott be      |
| 2014        | 937                           | 0,02%                          | N/A                            | N/A                             | 0 / 199          | —                 | nem jutott be      |
| 2018        | Nem indult.                   | Nem indult.                    | Nem indult.                    | Nem indult.                     | 0 / 199          | —                 | nem jutott be      |
| 2022        | Nem indult.                   | Nem indult.                    | Nem indult.                    | Nem indult.                     | 0 / 199          | —                 | nem jutott be      |

Megjegyzések a táblázathoz
1. ↑  1890-ben alakult, de 1922-ig nem indult önállóan választásokon.
2. ↑  Önállóan nem indult, csak az MSZP listáin indultak jelöltjei, illetve négy Szabolcs-Szatmár-Bereg megyei egyéni választókerületben MSZP–MSZDP közös jelöltek.
3. 1 2  Az MSZP–MSZDP közös jelöltek által elért eredmény.
4. 1 2  Kapolyi László, a párt elnöke az MSZP listáján szerzett mandátumot és az MSZP-frakció tagja.
5. ↑  Önállóan nem indult, csak az MSZP listáin szerepelt a párt elnöke, Kapolyi László.
6. ↑  Hárs Gábor MSZP-s képviselő 2008-ban átlépett az MSZDP-be, emellett az MSZP-frakció tagja maradt.
7. ↑  Később ezek a szavazatok érvénytelenné váltak, mert a párt nem teljesítette a jelöltállítás feltételeit.

### Önkormányzati választásokon való részvételek
- 1998: 0 polgármester, 16 képviselő[25]
- 2002: 4 polgármester, 59 képviselő[26]
- 2006: 0 polgármester, 4 képviselő[27]
- 2010: 0 polgármester, 2 képviselő[28]
- 2014: 0 polgármester, 0 képviselő[29]
- A 2016. február 28-án tartott salgótarjáni időközi önkormányzati választásokon a helyi választási bizottság jelölőszervezetként az MSZDP-t is nyilvántartásba vette.[30] Az akkor frissen (újjá)alakult helyi szervezet végül nem állított polgármesterjelöltet.[31]
A 2016. június 5-én tartandó dunaújvárosi időközi önkormányzati választásokon Orha Zoltán független képviselőjelöltet támogatta a párt, aki 19 szavazattal (1,56%) a 7. helyen végzett megelőzve az SZDP és a Munkáspárt jelöltjét is.[32][33]

### Európai parlamenti (EP) választások
| Választás | Szavazatok száma               | Szavazatok aránya              | Mandátumok száma               | Európai parlamenti képviselőcsoport | Európai parlamenti párt           |
| --------- | ------------------------------ | ------------------------------ | ------------------------------ | ----------------------------------- | --------------------------------- |
| 2004      | Nem indult.                    | Nem indult.                    | Nem indult.                    | –                                   | Európai Szocialisták Pártja (PES) |
| 2009      | Nem indult.                    | Nem indult.                    | Nem indult.                    | –                                   | Európai Szocialisták Pártja (PES) |
| 2014      | Nem indult.                    | Nem indult.                    | Nem indult.                    | –                                   | Európai Szocialisták Pártja (PES) |
| 2019      | Nem indított önálló jelölteket | Nem indított önálló jelölteket | Nem indított önálló jelölteket |                                     | Európai Szocialisták Pártja (PES) |

### Weboldalak
- a Magyarországi Szociáldemokrata Párt (MSZDP) iratai, Politikatörténeti és Szakszervezeti Levéltár, PIL 658. f.
- a Szociáldemokrata Párt (SZDP) iratai, Politikatörténeti és Szakszervezeti Levéltár, PIL 283. f.
- Garami Ernő iratai, Politikatörténeti és Szakszervezeti Levéltár, PIL 800. f.
- A Szociáldemokrata Párt részvétele a választásokon (1920-1947)
- A Bethlen-Peyer-paktum Jegyzőkönyvének szövege Politikatörténeti Intézet honlapja
- MSZDP Facebook-oldala